# What's Going On (álbum de Artists Against AIDS Worldwide)
What's Going On? é um álbum de R&B, Soul e Pop, lançado em outubro de 2001, para arrecadar fundos com o intuito de beneficiar programas de AIDS na África e em outras regiões pobres do planeta.

## História
Mais precisamente em outubro de 2001, um grupo de artistas com o codinome de "Artists Against AIDS Worldwide" (Artistas Contra AIDS no Mundo) lançou um álbum que contava com várias versões de "What's Going On?". O intuito era beneficiar programas de AIDS na África e em outras regiões pobres no planeta.
Jermaine Dupri produziu o álbum, que contou com as participações de P. Diddy, Bono (U2), Gwen Stefani (No Doubt), Nona Gaye (filha de Marvin Gaye), Backstreet Boys, Britney Spears, Christina Aguilera, Destiny's Child, Jennifer Lopez, Nelly Furtado, Michael Stipe (R.E.M.), Ja Rule, Alicia Keys, N' Sync, Mary J. Blige, Nelly, Nas, Eve, Darren Hayes (Savage Garden), Fred Durst (Limp Bizkit), entre outros.

## Videoclipes
O single lançado trazia a participação de todos esses artistas cantando trechos da música. O videoclipe, produzido por Jake Scott e Malik Sayeed, inicia-se com um homem envolvido por faixas pretas com palavras escritas nelas. Nas sequências seguintes, os artistas aparecem em um estúdio com um simples pano no fundo e alguns carregam faixas com frases, como: "Drop the bept", "Stop global AIDS" e "Treat the people"; e em outras, apresentam-se vendados pelas mesmas faixas que amarram o homem do início e vão retirando-as, revelando as palavras, como: negro, branco, mulher, revolucionário, liberal e anarquista. Para terminar, o homem liberta-se de todas faixas.
Como a canção foi registrada logo antes dos ataques de 11 de setembro de 2001, foi decidido depois que ela também beneficiaria a Fundação da Cruz Vermelha em prol dos ataques ocorridos nos EUA, além do Artists Against AIDS Worldwide. Para esse novo momento, o grupo foi intitulado: All Stars Tribute.
Com isso, mais tarde, foi lançado um vídeo que alterna imagens dos escombros dos prédios do World Trade Center em Nova York, bombeiros realizando resgates dos feridos, fotos e homenagens prestadas às vítimas, com cenas feitas durante a gravação da canção no estúdio e os encontros entre os artistas, como Britney e as integrantes do grupo Destiny's Child.
Os dois videoclipes são simples, mas muito emocionantes. A ideia é mostrar os artistas diante de acontecimentos delicados, distantes do mundo glamourizado das celebridades e como amigos, mesmo que não sejam ou sejam apenas de profissão.

## Artistas
- Aaron Lewis
- Alicia Keys
- Backstreet Boys
- Bono Vox
- Boyz II Men
- Britney Spears
- Celine Dion
- Chris Martin
- Christina Aguilera
- Darren Hayes
- Destiny's Child
- Eve
- Fred Durst
- Gwen Stefani
- Ja Rule
- Jagged Edge
- Jennifer Lopez
- Jermaine Dupri
- Lil' Kim
- Mariah Carey
- Mary J. Blige
- Michael Jackson
- Michael Stipe
- Moby
- Monica
- Mýa
- Nas
- Nelly
- Nelly Furtado
- Nona Gaye
- N' Sync
- Pat Monahan
- Perry Pherrell
- P. Diddy
- Scott Weiland
- Shakira
- T Boz & Chili
- Usher
- Wyclef Jean

## Faixas
1. What's Going On? (Dupri Original Mix) (4:20)
2. What's Going On? (The London Mix) (3:57)
3. What's Going On? (Moby's Version) (4:38)
4. What's Going On? (Fred Durst's Reality Check Mix) (5:16)
5. What's Going On? (Mangini / Pop Rox Mix) (5:50)
6. What's Going On? (Mick Guzauski's Pop Mix) (4:09)
7. What's Going On? (Dupri R&B Mix) (4:45)
8. What's Going On? (The Neptunes This One's For You Mix) (5:00)
9. What's Going On? (Junior Vasquez's Club Mix) (9:34)
10. What's Going On? (MK Mix) (6:52)
11. What's Going On? (MK Kinchen Aid Dub) (6:27)
12. What's Going On? (Dupri Alternative Extended Mix) (4:46)